# سيدس بابيت نودسن
سيدس بابيت نودسن (بالدنماركية: Sidse Babett Knudsen)‏ هي ممثلة دنماركية ولدت في يوم 22 نوفمبر 1968 في مدينة كوبنهاغن عاصمة الدنمارك، مثلت نودسن في المسرح والسينما والتلفاز ونالت عدة جوائز مثل جائزة روبرت وجائزة بوديل. بدأت شهرتها في سنة 1997 بعدما مثلت في فيلم هيا لنخسر. في سنة 2016 فازت جائزة سيزار لأفضل ممثلة مساعدة لدورها في الفيلم الفرنسي تودد، وترشحت أيضاً لجوائز أخرى لأدوارها في فيلم عالم منى في سنة 2001 وفيلم بعد الزفاف في 2007. نودسن مثلت دور رئيسة الوزراء بيرجيت نيبورغ في المسلسل الدنماركي بورجن، مثلت نودسن دور تيريزا كولن في المسلسل الأمريكي وست وورلد.

## روابط خارجية
- سيدس بابيت نودسن على موقع IMDb (الإنجليزية)
- سيدس بابيت نودسن على موقع مونزينجر (الألمانية)
- سيدس بابيت نودسن على موقع قاعدة بيانات الأفلام العربية
- سيدس بابيت نودسن على موقع ألو سيني (الفرنسية)
- سيدس بابيت نودسن على موقع ميوزك برينز (الإنجليزية)
- سيدس بابيت نودسن على موقع تيرنر كلاسيك موفيز (الإنجليزية)
- سيدس بابيت نودسن على موقع أول موفي (الإنجليزية)
- سيدس بابيت نودسن على موقع قاعدة بيانات الأفلام السويدية (السويدية)
- سيدس بابيت نودسن على موقع ديسكوغز (الإنجليزية)
- سيدس بابيت نودسن على موقع قاعدة بيانات الفيلم (الإنجليزية)